# Zack Fair
Zack Fair (ザックス・フェア?, Zakkusu Fea) è un personaggio di Final Fantasy VII, protagonista del suo prequel Crisis Core: Final Fantasy VII. Amico di Cloud Strife, gli donò la sua preziosa spada in punto di morte, designandolo come suo successore.
Inizialmente personaggio marginale ma fondamentale nella storia in Final Fantasy VII, il personaggio di Zack Fair è diventato molto popolare in seguito all'uscita del film Final Fantasy VII: Advent Children e all'OAV Last Order: Final Fantasy VII, ma soprattutto al videogioco Crisis Core: Final Fantasy VII, dove vengono anche colmati vari buchi nella storia del gioco originale e viene approfondita la storia di Zack. Nonostante ricopra un ruolo principale solamente nel prequel per la console portatile di casa Sony, Zack è stato eletto come sesto miglior personaggio di Final Fantasy VII su IGN.

## Storia
All'inizio di Crisis Core, Zack è un SOLDIER di seconda classe che sogna un giorno di poter diventare un eroe come il suo idolo, il famoso Sephiroth. Seguito da vicino dal suo mentore e amico Angeal. Le parole di Angeal in merito ai sogni e all'onore di un SOLDIER lo spronano costantemente a dare sempre il meglio di sé, sino a quando Zack riesce finalmente a diventare un SOLDIER di prima classe. Di carattere amichevole e costantemente allegro, fa amicizia molto facilmente con chiunque. Per questa sua disinvoltura, riesce anche ad instaurare un profondo rapporto di reciproco affetto con Aerith Gainsborough e a diventare un buon amico e una guida sicura per Cloud, fante (rango inferiore ai SOLDIER) della Shinra, cui salverà la vita in più occasioni. In punto di morte, sacrificatosi per proteggerlo, Zack gli consegna la sua Buster Sword (spada precedentemente donatagli da Angeal), designando il ragazzo come "la prova della sua esistenza". In seguito a questo fatto e all'intossicazione da Mako che il ragazzo ha avuto, Cloud sarà convinto per quasi la totale durata di Final Fantasy VII di essere Zack. Solo grazie a Tifa egli riscoprirà sé stesso e il suo passato e si ricorderà di Zack.

## Altre apparizioni
Zack compare in tutte le opere della Compilation of Final Fantasy VII e nel picchiaduro Ehrgeiz: God Bless the Ring come personaggio nascosto. Appare inoltre nel videogioco della Square Enix Kingdom Hearts Birth by Sleep, dove cerca di diventare un eroe gareggiando al Monte Olimpo. Zack fa nuovamente la sua comparsa nel videogioco Final Fantasy VII Remake, nel cui finale riesce a sopravvivere per causa della sconfitta dei Numen. Dopo aver sconfitto i vari SOLDIER, porta con sé Cloud a Midgar, riuscendo nel suo intento come visto poi nella versione Intergrade del videogioco, in cui, sempre alla fine, lo si vede dinnanzi alla chiesa riflettendo su come scusarsi con Aerith per la sua lunga assenza.